# Chris Hipkins
Christopher John Hipkins (ur. 5 września 1978 w Wellington) – nowozelandzki polityk, lider Partii Pracy i premier Nowej Zelandii  od 25 stycznia 2023 do 27 listopada 2023 roku.
Od 2008 roku zasiada w nowozelandzkiej izbie reprezentantów. Od lipca do listopada 2020 roku pełnił funkcję ministra zdrowia, a od listopada 2020 roku do czerwca 2022 roku ministra ds. reakcji na COVID-19. W latach 2017–2023 lider Izby Reprezentantów. Funkcje lidera Partii Pracy i premiera Nowej Zelandii objął w 2023 roku po rezygnacji Jacindy Ardern. Jego partia przegrała w wyborach w 2023 roku, a dotychczasowa opozycja stworzyła własny rząd.